# Morosaglia
Morosaglia (kors. Merusaglia) – miejscowość i gmina we Francji, w regionie Korsyka, w departamencie Górna Korsyka.
Według danych na rok 1990 gminę zamieszkiwały 883 osoby, a gęstość zaludnienia wynosiła 36 osób/km².